# نساء من أجل حقوق الإنسان
منظمة «حقوق المرأة من أجل حقوق الإنسان» هي منظمة تعمل على تأمين الحقوق السياسية والاجتماعية والثقافية والاقتصادية للنساء العازبات في نيبال ، وقد أسستها ليلي ثابا. وهي تعمل في 73 مقاطعة و 1550 مركز تنمية محلية، مع أكثر من 100000 امرأة عازبة.
الخلفية
إن التمييز بين الجنسين هو حقيقة صارخة ومخجلة في تواجهة بلد مثل النيبال، وهي بلد يسير على طريق التقدم ويهدف إلى تحقيق الحداثة. ينتشر العنف ضد المرأة، وحتى يومنا هذا، لا يزال يعاني من الفقر الشديد وعدم المساواة والتهميش، لا سيما في حالات النساء غير المتزوجات. تشير الأبحاث بوضوح إلى الوضع المرعب للنساء في نيبال، بسبب المعايير القديمة في المجتمع الذي يسيطر عليه الذكور. وفقًا لمسح الصحة الديموغرافية لعام 2011 في نيبال، تواجه واحدة من كل 5 نساء تتراوح أعمارهن بين 15 و 49 عامًا العنف المنزلي مرة واحدة على الأقل في حياتهن. وبالرغم من أن السن القانوني للزواج هو 20 سنة، فإن 41 في المائة من النساء يتزوجن قبل بلوغ سن الثامنة عشرة. وقد أقر دستور نيبال لعام 2015 المساواة في حق الملكية للأزواج، وبالتالي حظر التمييز بين الجنسين. بيد أن القانون المدني لنيبال يحد من حقوق الميراث للبنات غير المتزوجات، حيث يفترض تلقائيا أنه بمجرد الزواج، سيحصلن على حق الوصول إلى الممتلكات عن طريق أزواجهن.

## نبذة
المرأة في نيبال عرضة للتمييز الشديد في مختلف جوانب الحياة اليومية. سواء كانت تقاليد ثقافية أو محلية، أو حتى قوانين وسياسات معينة؛ يجب أن تواجه النساء كل أنواع الحواجز التي تحركها وصمة العار. إن وضع الأرامل (النساء غير المتزوجات) أسوأ بكثير، حيث إنهن يتعرضن للاضطهاد والتهميش على نحو ظالم بسبب النظرة السائدة للمجتمع. هناك أيضا في الانتشار، وبعض الممارسات الدينية والتقليدية، في نيبال، التي تضر بشكل ضار بالصحة البدنية والعقلية للنساء اللواتي يتعرضن لها. تأسست منظمة حقوق الإنسان العالمية بهدف أساسي هو تشجيع النساء غير المتزوجات على الخروج من حدود منازلهن ومشاركة أحزانهن، ومشاكلهن، ومخاوفهن وإحباطاتهن مع المستشارين، فضلاً عن النساء الأخريات اللاتي يعانين من مشاكل مماثلة. في البداية، تم توفير فرص المشاركة في المنتديات الشهرية، حيث تمت دعوة خبراء من مختلف المجالات التنموية لتبادل معارفهم وخبراتهم مع المجموعة. وقد أثبتت هذه الجلسات أنها مثمرة للغاية، حيث وجدت النساء العازبات العزاء والإغاثة من خلال مشاركة مشاكلهن مع الآخرين، وبالتالي تحقيق جو جماعي ملائم بشكل رائع. بعد عامين من اجتماعات المجموعات غير الرسمية هذه، تم تسجيل WHR أخيرًا كمنظمة رسمية في عام 1994. تحدد WHR «الأرامل» كـ «نساء عازبات»، وهو تغيير في المصطلحات التي تم تطبيقها منذ أن تم عرض كلمة "Widow" مع الكثير من الازدراء في المجتمع النيبالي، وبالتالي إلحاق الكثير من الإهانة والكرب على النساء. منذ إنشائها، تسعى WHR جاهدة لإنشاء شبكة نشطة ومترابطة ومتفردة من النساء غير المتزوجات، على المستوى الوطني والدولي على حد سواء. واليوم، وبعد مرور 20 عامًا، تعمل WHR في 74 منطقة و 1550 لجنة تطوير القرى (VDC). تضم منظمة WHR أكثر من 100.000 امرأة عازبة، بالإضافة إلى 2000 مجموعة فرعية للنساء.

## الأهداف
يعمل نموذج العمل (WHR نساء من اجل حقوق الإنسان) في إطار بعض الأهداف الأساسية، تم تصميم هذh خصيصا ليشتمل على نطاق واسع، وجميع المساعي الرئيسية والثانوية للمنظمة. الأهداف هي:
لرفع الوضع الاجتماعي الثقافي والقانوني والسياسي والاقتصادي للمرأة النيبالية وكذلك أسرهم.
تعميم حقوق المرأة العازبة في مبادرات التنمية الإنسانية وبناء السلام.
للضغط والدعوة لمشاركة ذات مغزى من النساء غير المتزوجات في مستويات صنع القرار في المجالات الاجتماعية والاقتصادية والسياسية.
لتعزيز قدرات وثقة النساء غير المتزوجات، وتمكينهن في رحلتهن نحو أن يصبحوا وكلاء للتغيير والتقدم بأنفسهم.

## نموذج عمل بمقاييس WHR
يعمل WHR بشكل أساسي مع النساء غير المتزوجات؛ بما في ذلك الأرامل، زوجات الأزواج المفقودين، المطلقات، النساء غير المتزوجات من سن 35 سنة فما فوق، وكذلك النساء اللواتي انفصلن عن أزواجهن ولم يتم فصلهن. طوّرت WHR أساليب فريدة مختلفة لإعطاء صوت قوي للنساء غير المتزوجات، وذلك من أجل الجمع بين الأرامل من جميع الفئات من جميع أطراف النزاع، إلى منصة مستوى خالية من ظلال الطبقات الاجتماعية أو العرقية أو السياسية. تستخدم WHR أسلوبًا استراتيجيًا جيد التنظيم لضمان تحقيق أقصى قدر من الفعالية لتحقيق الأهداف. ويتوخى نموذج العمل الاستراتيجي الأساسي لـ WHR تغيير القوالب النمطية التقليدية والمجموعات الذهنية التي تمنع الأرامل من المشاركة والوصول إلى الموارد. بالإضافة إلى ذلك، يهدف المنتدى العالمي لحقوق الإنسان أيضاً إلى تغيير السياسات التمييزية ضد الأرامل وتزويدهم بحقوقهم الأساسية. وتتمثل الغاية الأساسية في ذلك في تحقيق إدراك مجتمعي واسع النطاق يجعل الأرامل رأس المال الاجتماعي القيِّم. تركز الخطة الإستراتيجية لمنظمة حقوق الإنسان العالمية على خمسة أعمدة إطارية:
الركن الأول (التمكين والحركة الاجتماعية الثقافية)
والقصد الرئيسي من هذا الدعامة هو المساعدة في بناء مجتمع أكثر تسامحا ككل. وهي تركز بالأساس على الجوانب الاجتماعية والثقافية للنساء غير المتزوجات وتخلق الوعي، سواء بين ضحايا التعذيب الثقافي أو مرتكبي مثل هذا التعذيب.
الركن الثاني (التمكين الاقتصادي والتعبئة)
ويتمثل الهدف الرئيسي لهذه الحركة في تمكين النساء غير المتزوجات، بحيث يشكلن مجموعات وشبكات، وبالتالي ينخرط بشكل نشط في توليد الدخل وما يعقب ذلك من تعزيز قدرات كل منها على كسب الرزق.
الركن الثالث (العدل وحقوق الإنسان والسلام)
ويتضمن هذا البرنامج استخدام حملة قوية للدعوة (والضغط) لإطار تنظيمي ملائم لمعالجة قضايا حقوق الإنسان، وتعزيز قدرة الجماعات والشبكات النسائية غير المتزوجة في بناء السلام ونظم العدالة الانتقالية.
الركن الرابع (الحكم المحلي)
من خلال نهجها غير المركزي، تُمكّن منظمة WHR مجموعات وشبكات النساء غير المتزوجات من التعبير عن المطالب، وتحسين أوضاعهن، وتأمين حقوقهن من الهيئات المحلية ومقدمي الخدمات؛ الهدف النهائي هو تحويل المجموعات المذكورة إلى مؤسسات حكم ذاتي.

## زلزال نيبال لعام 2015 وجهود الإغاثة بواسطة WHR
في 25 أبريل 2015، ضربت نيبال زلزال بلغت شدته 7.6 درجة، مع هزة ارتدادية لاحقة بنفس القدر في 12 مايو. وقد تسارعت وتيرة عدم المساواة بين الجنسين في نيبال من قبل هذه النكبة، وليس من المستغرب أن النساء في خاصة، عانت أكثر في أعقابها. وفقد أكثر من 87000 شخص حياتهم، نصفهم من النساء. علاوة على ذلك، أصيب 23,500 شخص مع تأثر أكثر من 8 ملايين شخص في 31 مقاطعة، 53٪ منهم من النساء. وقد تم تدمير أو تضرر أكثر من 850,000 منزل، ينتمي 26٪ منها إلى نساء يرأسن أسراً. كما تضررت المرافق الصحية التي شملت 1.4 مليون امرأة (بما في ذلك الفتيات في سن الإنجاب) بشكل كبير، وكان 000 93 منهم حوامل. ودمر الزلزال عشرات البيوت، مما ترك 92٪ من النساء وأسرهن تحت الخيام والقماش المشمع. وتشير البحوث أيضا إلى أن 24.4 في المائة من النساء في كاتماندو قد فقدن أوراق الملكية الخاصة بهن، مع فقدان ما يصل إلى 49 في المائة من شهادات الجنسية؛ مع استبدال مثل هذه الوثائق الهامة بطء وتشتت. كما تعرضت مرافق مياه الشرب لضربة كبيرة من جراء الزلزال، مما جعل الوضع أكثر صعوبة بالنسبة للنساء، حيث اضطر العديد منهن إلى السفر لمدة نصف ساعة أو أكثر واندفاعهن لساعات طوال، مقابل بضعة لتر من الماء. لم تحل مشكلة المياه السيئة إلا بسبب الأضرار التي لحقت بمرافق الصرف الصحي، حيث أفادت نسبة 43 في المائة من النساء عن تعرضهن لأضرار كبيرة في دورات المياه. كانت النظافة مسألة تثير قلقاً كبيراً، حيث حصلت 23٪ فقط من النساء على مستلزمات النظافة المناسبة، مما ترك 60٪ من النساء في ندرة.
جهد الإغاثة
أجرت المنظمة مسحًا سريعًا عن المناطق المتأثرة بالزلزال من أجل تحديد احتياجات المجتمع الفورية، وحالة المرافق الصحية البيئية وغيرها من العوامل الحيوية المتعلقة بجهود الإغاثة اللاحقة. بالتعاون مع منظمة كير النيبالية، شرعت منظمة دبليو إتش آر في الاستجابة للزلازل في نيبال في غورخا؛ وكان الهدف من ذلك هو توعية وتعزيز القدرات المستجيبة للمجتمعات المتأثرة بالزلزال. التعاون، الذي بدأ في 1 مايو 2015، ضم أيضًا المساعدة النشطة لـ 5 من VDC في Gorkha ؛ وهي Mirkot و Khoplang و Dhuwakot و Saurpani و Chhoprak. كما شارك جناح الشباب التابع لـ WHR بنشاط في أعمال الإغاثة، حيث سيطر على الوضع المتفجر، حيث لعب دورا رئيسيا في مختلف فرق الإغاثة والمساعدة. كان العمل المكثف الذي أنجزته الفرق السبعة (المشتريات، التجميع، التعبئة، جمع الأموال، التصوير الفوتوغرافي، وسائل الإعلام الاجتماعية والتوزيع) في مناطق غورخا، داهينغ، نواكوت، سيندوبالكوف، كاتماندو، بهاكتابور ولاليتبور، أمرًا بالغ الأهمية في إنشاء خط فعال من المساعدة للضحايا.

## المبادرات والبرامج الرئيسية
صندوق الفرص:
تم إنشاء صندوق الفرص كحل للمشاكل التي تواجه النساء العازبات وأطفالهن، من خلال تزويدهن بمنح دراسية للتعليم من خلال القنوات الرسمية وغير الرسمية. يهدف برنامج المنح الدراسية هذا إلى رفع مستوى أطفال النساء العازبات اللواتي يتعرضن لخطر التمييز والعنف. وحتى الآن، قدم صندوق الفرص بنجاح منحاً دراسية لأكثر من 1000 طفل، فضلاً عن العديد من النساء الراغبات في متابعة دراساتهن العليا. كما يساعد الصندوق على معالجة الوضع الاجتماعي - الاقتصادي للعديد من الفتيات، من خلال مساعدتهن في تعليمهن الرسمي وغير الرسمي. كما دعم الصندوق تشكيل نادي «ساكاتانا» للشباب، الذي يتمثل هدفه الأساسي في زيادة الوعي العام بقضايا النساء غير المتزوجات في نيبال.
برنامج ادخر-الائتمان الادخار:
Aadhar ، التي تعني «الدعم» في النيبالية، هي في الأساس برنامج للائتمان الصغير خالٍ من الضمانات يوفر قروضاً ذات فائدة منخفضة للنساء غير المتزوجات. تعتبر Aadhar جانبًا حاسمًا في تمكين النساء غير المتزوجات، على النحو الذي أطلقته منظمة WHR ، وتشجع المزيد من سيدات الأعمال غير المتزوجات من خلال العمل كعمود فقري للشركات الصغيرة. Aadhar يلبي جميع النساء الأعضاء المسجلين (معايير المناسب) من WHR ، مع ذلك تعطى الأولوية للنساء غير المتزوجات. كان لبرنامج أدهار دور فعال في تغيير حياة العديد من النساء غير المتزوجات، اللاتي تمكنن من التخلص من ملفات القصور ونجحت في بدء أعمال تجارية صغيرة، وبالتالي تحقيق الاستقلال الاقتصادي. وبوجه عام، رفع البرنامج إلى حد كبير الثقة بالنفس ومستوى استقلال النساء غير المتزوجات؛ حيث يشارك العديد منهم الآن في أنشطة ذاتية الاستدامة مثل تربية الماشية والزراعة الزراعية ونمو عيش الغراب وتقديم الطعام ومحلات البقالة ومحلات الخياطة ومحلات بيع السيارات وغيرها.
مجموعة نساء عاملات SWEG:
برنامج SWEG هو جهاز حيوي لبرنامج ائتمان Aadhar ، حيث أن هدفه الأساسي هو تزويد النساء العازبات بتدريب على تنمية المهارات لمختلف الأنشطة المدرة للدخل. ينطوي أسلوب التشغيل الذي تستخدمه SWEG على تسخير مهارات وخبرات النساء غير المتزوجات المستبعدات من سوق العمل السائد، وتطوير هذه المهارات بطرق مبتكرة، مما يخلق فرص عمل في بيئة عمل مواتية. ما بدأ في البداية كشركة صغيرة تعرف باسم «ركن المرأة الواحدة»، وسع الآن من آفاقها في مساعدة مئات النساء من النساء ليصبحوا متمكنين. تم ذكر جميع المهارات / الخدمات التي تدرس في تدريب SWEG في ما سبق (Aadhar). ومن الإنجازات المتزامنة إنتاج المصنوعات اليدوية النيبالية والترويج لها، حيث يتم تدريس الحرف اليدوية كواحدة من الدورات التدريبية في إطار برنامج SWEG. كما تنتج النساء من المناطق الريفية منتجات يدوية أصلية باستخدام الموارد المحدودة المتاحة في النظام. وتشمل عناصر أخرى مثل المنزل، والأفراد الفردية المقصود رسميا. وكذلك تقديم الطعام للمستشفيات ومختلف الاحتفالات الدينية / الثقافية الأخرى. بالإضافة إلى ذلك، تقوم SWEG أيضًا بتقديم خدمة تقديم الطعام على نطاق كامل.
تشاهاري - أماكن آمنة:
معنى تشاهاري في النيبالية هو حرفيا، الفضاء الآمن، وتوفر المبادرة الظل للتضامن للنساء العازبات. يتم إنشاء أماكن تشاهاري للنساء غير المتزوجات اللاتي يعانين من النزاع / الكارثة، وتدير مختلف دورات تطوير المهارات بالإضافة إلى المشورة ؛ كل ذلك بهدف رفع الثقة بالنفس واستقلال النساء غير المتزوجات، وبالتالي تمكينهن من إعادة الاندماج بكرامة، في مجتمع كان قد تم نبذه من قبل. تعتبر WHR النساء عنصرين أساسيين للتغيير، سواء في عملية تطوير المجتمع أو البنية التحتية. بسبب الافتقار إلى توفير الحماية المناسبة لفرص الحماية أو الخدمة للنساء غير المتزوجات، يتم تهجير الآلاف من النساء وإجبارهن على العمل في القطاع غير الرسمي. وقد دفعت مثل هذه الظروف WHR إلى تطوير «الأماكن الآمنة» لـ Chhahari ، حيث تتمتع النساء من جميع الطبقات والطبقات المجتمعية بمستوى أساسي يمكن من خلاله تعزيز مهاراتهن والاكتفاء الذاتي. كما يوفر تشاهاري مأوى للنساء غير المتزوجات مع أطفال صغار وبحاجة إلى مأوى مؤقت. كل ملجأ شحاري مجهز بأربعة أقسام أساسية ، وهي: مركز الشفاء ، قطاع الموارد / الإدارة ، مركز التعلم المجتمعي ومركز الفرص الاقتصادية. الغرض من هذا لضمان توفير المشورة المناسبة ، وتطوير المهارات ، والبيئة الملائمة للأطفال ؛ التي تحافظ على قاعدة بيانات حديثة على جميع أولئك الذين يبحثون عن مساعدتها. بنت WHR مساحات شحاري في 5 مناطق تنموية في نيبال ، بما في ذلك الملاجئ في مدن كاتماندو ، كافري ، سورخيت ، دانكوتا ، روبلا ، غورخا وغيرها.
Raahat:
رحات ، بمعنى «الإغاثة»، يقصد به تمكين وإعادة تأهيل منظمة المرأة (النساء المتأثرات بالنزاع) وأطفالهن ، من التجارب المؤلمة ؛ ويتم كل ذلك عن طريق توفير الخدمات المختلفة مثل المشورة النفسية والاجتماعية والمعونة القانونية والمنح الدراسية وتطوير المهارات وخطط القروض الصغيرة. وقد أعدت هيئة رَحَت ، لتوفير نص قانوني لها ، كتيِّبًا قانونيًا صريحًا يحتوي على معلومات قانونية حيوية حول الأحكام الخاصة بالأفراد المتأثرين بالنزاع. ولأهم وظائفه ، تحافظ راءات على التواصل الفعال بين الوزارات المعنية في حكومة نيبال والرابطة الكندية ، فيما يتعلق بأمور مهمة مثل التعويضات والمعاشات وغيرها. أما الهيئات الأخرى التي تعمل رعات في شبكة ثابتة فهي: النوع الاجتماعي والعدالة الانتقالية في نيبال التي تنظمها المفوضية السامية لحقوق الإنسان ، المركز الدولي للعدالة الانتقالية وكذلك منتدى الدعوة. وتوجد أيضا المنظمات غير الحكومية المحلية الأخرى في دائرة الأنشطة ، وذلك لتيسير تبادل المعلومات عن العدالة للرابطة خلال المرحلة الانتقالية في تنمية نيبال.

## مجموعة الأدوات القانونية
لقد طورت راحات مجموعة أدوات قانونية واضحة ومفصلة تحتوي على معلومات مفيدة حول CAW ، ومبادرات حكومية من أجلها ، بالإضافة إلى بيانات حيوية حول العدالة الانتقالية. تتضمن الوثيقة أيضًا قائمة بالمنظمات الدولية التي تقدم الدعم والمشورة للنساء ، خاصةً CAW. ويشمل جانب المساعدة الذاتية في مجموعة الأدوات التدابير الواجب اتخاذها في حالة العنف ، والآليات الوطنية والدولية المتعلقة بالعدالة في مثل هذه الحالات.

## صراع Nispakchya
أدى الصراع المستمر منذ عقد من الزمن في نيبال إلى انتهاكات عديدة لحقوق مختلفة وكذلك قوانين. وقد وقعت العديد من الانتهاكات المذكورة في حالة النساء ، وتم تأسيس Nispakchya نتيجة لذلك ، في عام 2014، من أجل الحفاظ على سلامة وتحقيق العدالة ، CAW. كونها منصة مشتركة للنساء اللواتي وقعن ضحايا خلال النزاع المسلح ، فإن المبادرة تتعامل مع قضايا هؤلاء النساء وتعميم المعلومات على أصحاب المصلحة المعنيين. تنتشر شبكة Nispakchya في 10 مقاطعات في نيبال ، مع الهدف النهائي الذي يشمل البلد بأكمله.

## حركة اللون الأحمر
اللون الأحمر يرمز إلى الأنوثة وهو اللون الذي يقدم لكل فتاة عندما تبلغ سن الرشد. لكن هذه الألوان ذاتها تمزقها عندما تصبح المرأة أرملة. يتم كسر الحلي لها ، ومحو لها 'sindhood بعيدا وهي مجبرة على ارتداء بيضاء للفترة المتبقية من أيامها. بعد وفاة الزوج ، يتم وسم المرأة وتمييزها بأنها منبوذة بسببها ، الساري الأبيض الذي يتم إجبارها عليها ، والذي يعمل أيضًا كاستعارة مناسبة للحياة الجافة والحيوية للنساء غير المتزوجات. كانت فلسفة حركة اللون الأحمر هي: لا ينبغي تمييز النساء العازبات في البلد عن البقية فقط بسبب اللون الذي يرتدينه. وقفت عدة نساء تضامناً مع هذه الحركة كدليل على أن الوقت قد حان للتخلص من هذه الممارسات الاجتماعية الخاطئة وتحقيق المساواة لجميع النساء غير المتزوجات. كانت الحركة هي تجسيد لشعار المنظمة: لا تمييز على أساس الحالة الزوجية. 250 امرأة وحيدة عازبة و 6 نساء عازبات عازبات كسروا الوصمة الاجتماعية وتجمعوا من أجل «الحركة الحمراء» في روبينديهي. وقد بدأت الحركة الحمراء من قبل منظمة حقوق الإنسان منذ عام 2002 في Dhading. بدأ البرنامج بمظاهرة أعقبها تهنئة النساء غير المتزوجات بأحجار ملونة حمراء وزنجفر. كانت أداة Red Tika Challenge أداة رئيسية تستخدمها هذه الحركة الرائدة.

## تحدي Tika الأحمر
كان تحدي tika الأحمر حملة عبر الإنترنت تهدف إلى رفع الوعي حول عدم المساواة بين الجنسين ومحنة الأرامل في البلاد. وطالب التحدي الأشخاص بنشر صورة باللون الأحمر ومشاركتها على وسائل الإعلام الاجتماعية ثم المزيد من تحدي المزيد من الناس للتضامن مع امرأة عزباء بنشر صور خاصة بهم. اكتسبت الحركة الكثير من الزخم وانتشرت على فيسبوك مع أكثر من 60 ألف شاب يستقبلون التحدي بالإضافة إلى العديد من الشخصيات العامة. "اللون الأحمر يرمز إلى العاطفة والحياة حتى تحظر ثقافتنا على الأرامل ارتداء أي شيء أحمر. تُجبر النساء على ارتداء الملابس البيضاء فقط ، والتي أعتقد أنها تؤثر على جمالهن. لذا ، فإن الهدف الرئيسي لهذه الحملة هو تغيير هذه العقلية ، "تقول ليلي ثابا ، مؤسس جمعية حقوق الإنسان في نيبال ، التي بدأت ركلة بنفسها هذا التحدي مع #tikachallenge. "الحملة تريد أن توصل الرسالة إلى أن الحالة الزوجية للمرأة لا ينبغي أن تقرر أي لون يمكن أن ترتديه أو لا يمكن أن ترتديه ، يؤكد ليلي. تهدف الحركة إلى كسر مفاهيم العمر القديمة وتمكنت بنجاح من الوصول إلى جيل الشباب وإشراكهم فيه. "اللون هو اختيار امرأة بحت. لا ينبغي على المجتمع أن يمليها ". كما قالت ليلي.

## التغييرات الرئيسية التي أدخلت في التشريعات
وعلى الرغم من التصديق التشريعي على مختلف المستويات ، فإن النساء غير المتزوجات يحرمن باستمرار من حقوقهن الاجتماعية والسياسية والاقتصادية الأساسية. إن أدوارهم الحاسمة في المجتمع كعوامل للتغيير وبناة السلام والمؤيدين الوحيدين لأسرهم ، لا يكاد يمنحهم الاعتراف الكافي. منذ عدة سنوات ، تعمل منظمة WHR باستمرار على كسب التأييد وزيادة الوعي بشأن الوضع الرهيب للأرامل (النساء غير المتزوجات) في البلاد ، ونتيجة لذلك ، نجحت في تغيير 6 قوانين تمييزية رئيسية ضد النساء غير المتزوجات في نيبال:
| قبل | بعد |
| --- | --- |
| يجب إعادة ممتلكات الزوج المتوفى بعد الزواج.                                                                   | لم يعد من الضروري إعادة ممتلكات الزوج المتوفى بعد الزواج ثانية.                                                              |
| بيع أو تغيير الملكية الملكية يتطلب موافقة الأبناء الكبار أو البنات غير المتزوجات ، أو كليهما.                 | "بيع أو تغيير ملكية الممتلكات لم يعد يتطلب موافقة الأبناء الكبار أو البنات غير المتزوجات.                                    |
| يجب على النساء العازبات الانتظار حتى يبلغن 35 سنة من العمر ، وذلك لوراثة ممتلكات زوجها المتوفى.               | يمكن للنساء العازبات أن يرثن ممتلكات زوجهن المتوفى لمن رغبن ، حتى قبل أن يبلغن 35 سنة.                                       |
| يجب أن تبقى المرأة العازبة في عفة زوجها المتوفى لكي ترث ممتلكاته.                                             | لا تحتاج المرأة العازبة إلى البقاء في عفة زوجها المتوفى لكي ترث ممتلكاته.                                                    |
| "تحتاج النساء غير المتزوجات إلى الحصول على موافقة أحد أفراد الأسرة الذكور ، إذا رغبن في الحصول على جواز سفر". | لم تعد النساء غير المتزوجات بحاجة إلى موافقة أحد أفراد الأسرة الذكور ، إذا رغبن في الحصول على جواز سفر.                      |
| تصدرت الحكومة النيبالية من الميزانية مبلغ NRs50000 إلى الأرملة والرجل الذي يتزوجها.                           | قدمت منظمة WHR دعوى ضد هذه السياسة على مستوى المحكمة العليا ، وبعدها أصدرت المحكمة العليا أمرًا مؤقتًا يمنع تنفيذ هذه السياسة. |

الإنجازات على المستوى الدولي
حصل على المركز الاستشاري الخاص في المجلس الاقتصادي والاجتماعي (ECOSOC)، الأمم المتحدة.
نظمت المؤتمر الدولي لبناء قدرات النساء الوحيدات (الأرامل)، في عام 2005. أعلن هذا المؤتمر ميثاق أرملة كاتماندو على أساس صكوك حقوق الإنسان مثل اتفاقية القضاء على جميع أشكال التمييز ضد المرأة ، واتفاقية حقوق الطفل ، والقرار 1325، ومنهاج عمل بيجين.
تعمل الأمانة العامة لشبكة جنوب آسيا لتمكين الأرملة في التنمية (SANWED)، وهي مبادرة جديدة في منطقة جنوب آسيا لدعم حقوق الإنسان الأساسية للأرامل في جميع جوانب حياتهن.
المؤتمر الدولي المنظم حول الترمل: «أصوات الأرامل - تمكين» 2010 ؛ في الواقع تم تطوير إعلان كاتماندو الذي طالب بأن يكون له مقرر خاص للأرامل.
نجحت منظمة WHR ، بالتنسيق مع SANWED ، في تعميم قضية «الترمل» في «إعلان كولومبو» في قمة سارك.
على المستوى الوطني
ضغطت على الحكومة لجمع بيانات عن الأرامل ، وجعل نيبال ثاني أمة في منطقة جنوب آسيا بعد الهند ، للحصول على بيانات عن الترمل على المستوى الوطني.
ساعد في تعزيز قضايا النساء العازبات على المستويين الوطني والدولي ، من خلال دمج قضايا النساء غير المتزوجات في الخطة الخمسية العاشرة والحادية عشرة في نيبال.
شكلت الشبكة الوطنية للنساء العازبات التي تضم وزارة المرأة وغيرها من المنظمات الوطنية والدولية.
تم تدريب وتعبئة آلاف النساء كعوامل للتغيير ، مما أدى إلى خفض شامل للعنف على المستوى المحلي.
أدرجت منظمة حقوق الإنسان العالمية في صياغة وإعداد وإنفاذ أول صندوق استئماني للطوارئ على الإطلاق للنساء العازبات اللائي أنشأتهن وزارة شؤون المرأة والطفل والرعاية الاجتماعية (MoWCSW). وشملت هذه المهمة أيضا وضع خطة عمل وطنية للأرامل في نيبال.
خصصت الحكومة النيبالية ميزانية خاصة لبدل الضمان الاجتماعي (بدل الأرامل) لجميع النساء غير المتزوجات ، بغض النظر عن العمر ، في برنامج السياسة الوطنية 2011/12.
وقررت الحكومة النيبالية أيضا زيادة البدلات للنساء غير المتزوجات في الميزانية السنوية للسنة المالية 2016/17.